# Akhisar, Han
Akhisar là một xã thuộc huyện Han, tỉnh Eskişehir, Thổ Nhĩ Kỳ. Dân số thời điểm năm 2011 là 29 người.